# There Goes Rhymin' Simon
| Recensione                        | Giudizio     |
| --------------------------------- | ------------ |
| AllMusic                          | [ 1 ]        |
| Robert Christgau                  | B+           |
| The New Rolling Stone Album Guide | [ 3 ]        |
| Sputnikmusic                      | 4.5 (Superb) |
| Piero Scaruffi                    | 6.5/10       |

There Goes Rhymin' Simon è il secondo album della discografia solista di Paul Simon, pubblicato dalla Columbia Records nel maggio del 1973.

## Tracce
Tutti i brani sono stati composti da Paul Simon.
Lato A
1. Kodachrome – 3:32 – Registrato al Muscle Shoals Sound Studios, Muscle Shoals, Alabama
2. Tenderness – 2:53
3. Take Me to the Mardi Gras – 3:32 – Registrato al Muscle Shoals Sound Studios, Muscle Shoals, Alabama
4. Something So Right – 4:34
5. One Man's Ceiling Is Another Man's Floor – 3:44 – Registrato al Muscle Shoals Sound Studios, Muscle Shoals, Alabama

Durata totale: 18:15
Lato B
1. American Tune – 3:44 – Registrato al Morgan Studios di Londra, Inghilterra
2. Was a Sunny Day – 3:40 – Registrato al Muscle Shoals Sound Studios, Muscle Shoals, Alabama
3. Learn How to Fall – 2:45 – Registrato al Malaco Recording Studios di Jackson, Mississippi
4. St. Judy's Comet – 3:19 – Registrato al Muscle Shoals Sound Studios, Muscle Shoals, Alabama
5. Loves Me Like a Rock – 3:32 – Registrato al Muscle Shoals Sound Studios, Muscle Shoals, Alabama

Durata totale: 17:00

## Formazione
- Paul Simon - voce, chitarra
- Pete Carr - chitarra elettrica
- Barry Beckett - pianoforte, Fender Rhodes, organo Hammond, vibrafono
- David Hood - basso
- Roger Hawkins - batteria, percussioni
- Paul Griffin - pianoforte
- Jimmy Johnson - chitarra elettrica
- Don Elliott - vibrafono
- Grady Tate - batteria
- Cornell Dupree - chitarra
- Bob James - tastiera, pianoforte, Fender Rhodes, harmonium
- Airto Moreira - percussioni
- Gordon Edwards - basso
- Rick Marotta - batteria
- Carson Whitsett - organo Hammond
- Al Gafa - chitarra
- James Stroud - batteria
- David Spinozza - chitarra
- Jerry Puckett - chitarra elettrica
- Richard Davis - contrabbasso
- The Roches - cori

Note aggiuntive
- Paul Simon - produttore
- Phil Ramone - coproduttore (brani: Something So Right / Was a Sunny Day / Learn How to Fall / Loves Me Like a Rock)
- The Muscle Shoals Sound Rhythm Section - coproduttore (brani: Kodachrome / Take Me to the Mardi Gras / One Man's Ceiling Is Another Man's Floor / St. Judy's Comet / Loves Me Like a Rock)
- Paul Samwell-Smith - coproduttore (brani: American Tune)
- Roy Halee - coproduttore (brano: Tenderness)